# 儀兵衛

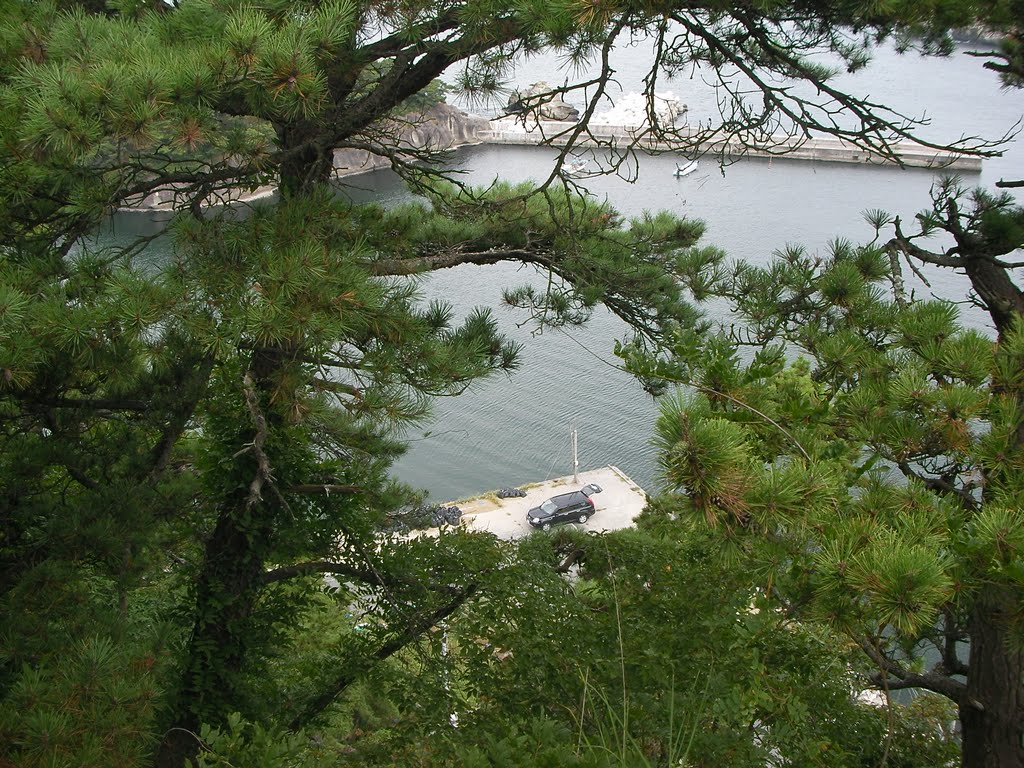
儀兵衛・多十郎 記念碑直近からの景観 （2010年9月11日）

儀兵衛（ぎへえ、宝暦12年（1762年） - 文化3年9月3日（1806年10月14日））は、江戸時代の船乗り。儀平、または奥田儀兵衛、奥田儀平、儀平衛とも表記されることがある。
1761年、陸奥国桃生郡深谷室浜（現・東松島市室浜）で生まれる。船乗りとして、1793年に江戸に向けて若宮丸に乗り組み石巻港を出発。津太夫、太十郎、左平らと共に塩屋崎沖で嵐に遭遇して漂流の後、紆余曲折を経てロシア、バルト海、ハワイを経由して文化1年（1804年）日本に帰着。
1806年に亡くなった。享年45。日本人として初めて世界一周をした4名のうちの1人となった。
出身地の室浜、太十郎の墓碑の隣りに質素な供養碑が建てられている。

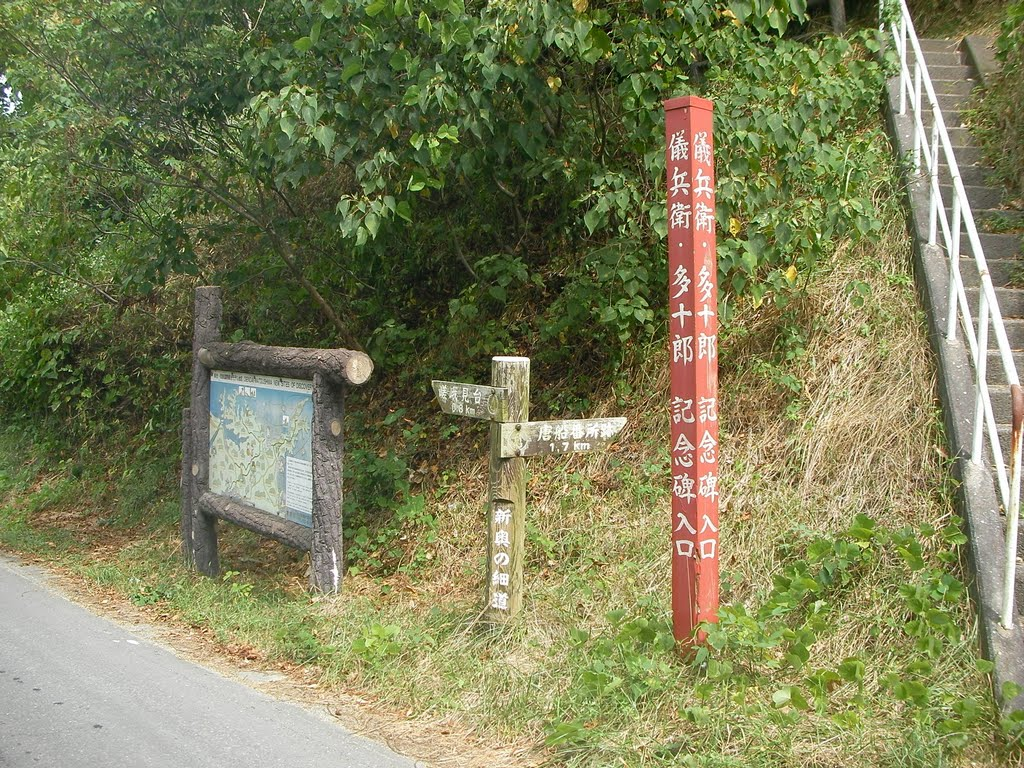
儀兵衛・多十郎 記念碑入口（2010年9月11日）